# Tefnakht
Tefnakht (VIII secolo a.C. – VIII secolo a.C.) è stato un faraone della XXIV dinastia egizia.
| Nome Horo | Diodoro Siculo | Plutarco  | Altri nomi |
| Siakhet   | Tnephachthos   | Technatis |            |

## Biografia
Shepsesra Tefnakht fu il fondatore della XXIV dinastia che ebbe come centro la città di Sais nel delta del Nilo. Intorno a questa città si formò, durante il regno di Sheshonq V, una signoria indipendente retta da un Osorkon di cui però non sappiamo nulla. In una data che non conosciamo la signoria su Sais passò nelle mani di Tefnakht che dette iniziò ad una politica espansionistica, unificando varie piccole signorie nel delta e giungendo a controllare la città di Menfi. Nell'arco di pochi anni la signoria di Sais divenne, di fatto, il più potente tra gli stati in cui era diviso l'Egitto. In questa fase Tefnakht, pur comportandosi di fatto come un sovrano indipendente si attribuì ancora solamente i titoli di Capo dei Libu e di Gran Signore dell'Ovest che gli derivavano dalla sua appartenenza alle stirpi libiche entrate secoli prima in Egitto in qualità di mercenari. Tuttavia, contrariamente a un'idea ricevuta, questo leader non era di origine libica.
Mentre il sovrano libico operava per riunire il Basso Egitto, Piankhi, sovrano della XXV dinastia si mosse dalla sua capitale Napata verso nord ed in breve occupò Tebe e tutta la regione circostante.
A questo punto Tefnakht, allo scopo di fermare l'avanzata verso nord del sovrano nubiano strinse alleanza con Iuput II, sovrano di Leontopolis, con Osorkon IV di Bubasti e con i governatori Nimlot di Ermopoli e Neferkara Payeftjauembastet di Eracleopoli.
La guerra che seguì fu favorevole a Piankhi che sconfisse la coalizione, conquistò l'importante fortezza di el-Hiba, prese Menfi e ottenne la sottomissione di Osorkon IV e dei governatori delle città. Tefnakht trovò rifugio nelle paludi del delta.
Per un qualche motivo che non conosciamo il sovrano vincitore non completò la sua conquista bensì, dopo aver lasciato al loro posto i sovrani sconfitti, si ritirò a Napata dove qualche anno dopo morì. Tefnakht riorganizzò allora le sue forze recuperando parte del territorio perduto; fu probabilmente in questo momento che si attribuì le insegne della regalità assumendo il prenomen di Shepsesra. Lo scontro finale per il controllo dell'Egitto avvenne però tra suo figlio Bocchoris ed il figlio di Piankhi, Shabaka.

## Titolatura
| G5 |

| G5 |

|       |
| \| \| |
|       |
|       |

|  |

|       |
| \| \| |
|       |
|       |

|  |

| G16 |

| G16 |

|  |

| G8 |

| G8 |

|  |

| M23 · X1 | L2 · X1 |

| M23 · X1 | L2 · X1 |

| N5 | A51 | s | s |

| N5 | A51 | s | s |

| N5 | A51 | s | s |

| N5 | A51 | s | s |

| N5 | A51 | s | s |

| N5 | A51 | s | s |

| N5 | A51 | s | s |

| N5 | A51 | s | s |

| G39 | N5 |

| G39 | N5 |

| t | G1 | f · n | M3 · Aa1 · t |

| t | G1 | f · n | M3 · Aa1 · t |

| t | G1 | f · n | M3 · Aa1 · t |

| t | G1 | f · n | M3 · Aa1 · t |

| t | G1 | f · n | M3 · Aa1 · t |

| t | G1 | f · n | M3 · Aa1 · t |

| t | G1 | f · n | M3 · Aa1 · t |

| t | G1 | f · n | M3 · Aa1 · t |

## Cronologia
| Autore        | Anni di regno       |
| ------------- | ------------------- |
| von Beckerath | 740 a.C. - 718 a.C. |
| Dodson        | 731 a.C. - 723 a.C. |
| Grimal        | 727 a.C. - 716 a.C. |
| Redford       | 724 a.C. - 717 a.C. |